# بنجامين كيندال إيمرسون
بنجامين كيندال إيمرسون (بالإنجليزية: Benjamin Kendall Emerson)‏ هو جيولوجي أمريكي، ولد في 20 ديسمبر 1843 في ناشوا في الولايات المتحدة، وتوفي في 7 أبريل 1932 في أميرست في الولايات المتحدة.